# Triumph-Werk-Nurnberg AG
Pour les articles homonymes, voir TWN.

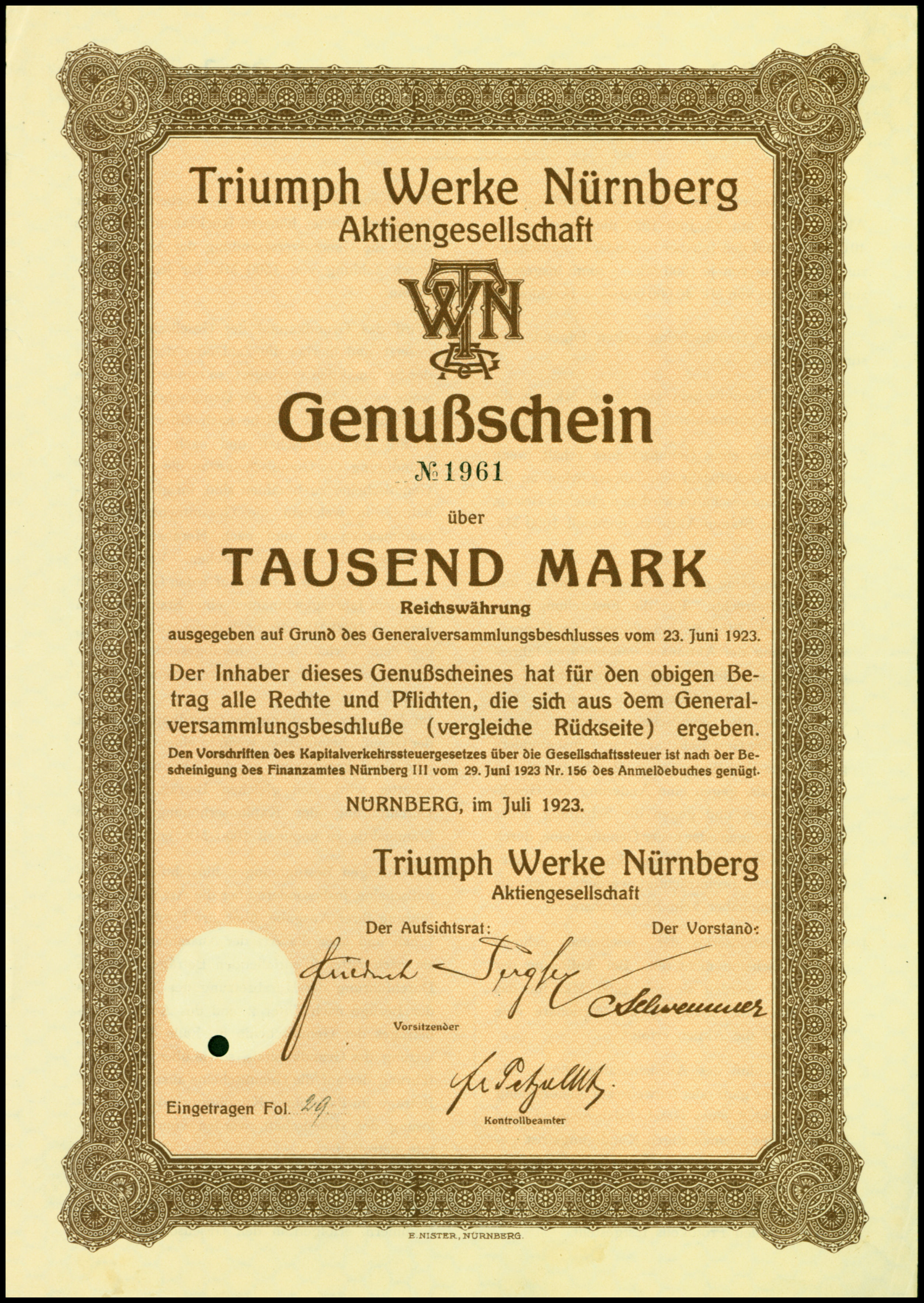
action de jouissance de la Triumph Werke Nürnberg AG en date de Juillet 1923

Triumph Werke Nurnberg AG (TWN) est une marque de motocyclette allemande. La société est créée en 1903, comme filiale allemande de Triumph. Des soucis financiers permettent à cette filiale d'acquérir son indépendance en 1929.